# Tay Anderson
 (mai 2023).
La mise en forme du texte ne suit pas les recommandations de Wikipédia : il faut le « wikifier ».
Les points d'amélioration suivants sont les cas les plus fréquents. Le détail des points à revoir est peut-être précisé sur la page de discussion.
- Les titres sont pré-formatés par le logiciel. Ils ne sont ni en capitales, ni en gras.
- Le texte ne doit pas être écrit en capitales (les noms de famille non plus), ni en gras, ni en italique, ni en « petit »…
- Le gras n'est utilisé que pour surligner le titre de l'article dans l'introduction, une seule fois.
- L'italique est rarement utilisé : mots en langue étrangère, titres d'œuvres, noms de bateaux, etc.
- Les citations ne sont pas en italique mais en corps de texte normal. Elles sont entourées par des guillemets français : « et ».
- Les listes à puces sont à éviter, des paragraphes rédigés étant largement préférés. Les tableaux sont à réserver à la présentation de données structurées (résultats, etc.).
- Les appels de note de bas de page (petits chiffres en exposant, introduits par l'outil «  Source ») sont à placer entre la fin de phrase et le point final[comme ça].
- Les liens internes (vers d'autres articles de Wikipédia) sont à choisir avec parcimonie. Créez des liens vers des articles approfondissant le sujet. Les termes génériques sans rapport avec le sujet sont à éviter, ainsi que les répétitions de liens vers un même terme.
- Les liens externes sont à placer uniquement dans une section « Liens externes », à la fin de l'article. Ces liens sont à choisir avec parcimonie suivant les règles définies. Si un lien sert de source à l'article, son insertion dans le texte est à faire par les notes de bas de page.
- La présentation des références doit suivre les conventions bibliographiques. Il est recommandé d'utiliser les modèles {{Ouvrage}}, {{Chapitre}}, {{Article}}, {{Lien web}} et/ou {{Bibliographie}}. Le mode d'édition visuel peut mettre en forme automatiquement les références.
- Insérer une infobox (cadre d'informations à droite) n'est pas obligatoire pour parachever la mise en page.

Pour une aide détaillée, merci de consulter Aide:Wikification.
Si vous pensez que ces points ont été résolus, vous pouvez retirer ce bandeau et améliorer la mise en forme d'un autre article.
Auon'tai M. "Tay" Anderson, né le 5 juillet 1998 à Kansas City, est un homme politique américain et organisateur communautaire de Denver au Colorado. Membre du Parti démocrate, il est l'un des directeurs du Denver Public Schools Board of Education depuis 2019. En septembre 2021, il a été censuré par le conseil pour "comportement indigne d'un membre du conseil" à la suite d'une enquête sur des allégations portées à son encontre.

## Enfance et études
Tay Anderson est le fils de Mia Anderson, une mère célibataire qui était adolescente à sa naissance,. Il grandit à Kansas City, au Kansas, et déménage ensuite pour aller au lycée de Denver. Il fréquente deux autres écoles avant de rejoindre la Manual High School, où il devient plus tard président de l'association des étudiants. Durant ses études à Manual, il décide de se présenter pour devenir directeur du conseil d'éducation des écoles publiques de Denver. À 19 ans, il devient alors la plus jeune personne à se présenter à un conseil d'administration d'une école de Denver. Il sort diplômé de la Manual High School en 2017.
Tay Anderson perd cette élection, et s'inscrit à la Metropolitan State University of Denver pour étudier l'éducation et commence également à travailler dans le domaine de la justice réparatrice au sein des écoles publiques de Denver. Il décide de se présenter à nouveau au conseil d'éducation des écoles publiques en 2019, en faisant campagne sur le soutien aux écoles à faible performance, sur la mise en pause de la création de nouvelles écoles privées et sur une réforme de la procédure d'application des sanctions dans les établissements scolaires. Tay Anderson remporte cette élection de manière significative et, ce faisant, inaugura le premier Board of Education anti-réforme et pro-syndical de Denver depuis plus d'une décennie. Dans une course à trois, il remporte environ 51 % du total des voix. Il est l'un des plus jeunes élus de l'histoire du Colorado, n'ayant que 21 ans au moment de son investiture.

## Carrière politique
Tay Anderson est investi au conseil d'éducation des écoles publiques le 4 décembre 2019. En janvier suivant, il contribue à l'adoption un règlement exigeant que toutes les écoles publiques de Denver disposent de toilettes non-genrés, affirmant que cela soutiendrait la communauté LGBT. En outre, il  pilote un programme visant à retirer les services de police de Denver des écoles publiques de la ville. Il est de facto un des leaders des manifestations organisées à la suite de la mort George Floyd à Denver,. Il est membre des Socialistes démocrates d'Amérique, et est affilié à March for Our Lives - Colorado.

## Accusations d'agressions sexuelles
Le 26 mars 2021, Black Lives Matter 5280, le groupe local de Black Lives Matter à Denver, publie une déclaration indiquant qu'une femme avait approché l'organisation le mois précédent et déclaré qu'Anderson l'avait agressée sexuellement. Le nom de la femme n'a pas été révélé dans la déclaration, mais elle a demandé des excuses publiques de la part d'Anderson et lui a demandé de « chercher de l'aide auprès d'un professionnel agréé ayant l'expertise nécessaire ». Tay Anderson publie une déclaration un jour plus tard niant les allégations. BLM5280 déclare qu'Anderson « ne sera pas le bienvenu pour partager l'espace avec BLM5280 physiquement ou sur l'une de nos plateformes ». Après la publication de sa déclaration initiale, BLM5280 a déclaré que « plusieurs » autres victimes présumées avaient approché l'organisation pour signaler qu'Anderson les avait également agressées sexuellement. Il a à nouveau nié tout acte répréhensible, mais a déclaré au magazine Westword que « bien que je n'aurais jamais voulu que quiconque se sente en danger ou mal à l'aise avec moi-même ou avec les autres, je m'excuse profondément auprès des membres féminins du NAC pour l'impact de mes actions ».
Le 28 mai 2021, les écoles publiques de Denver reconnaissent que leur conseil et le département de police de Denver étaient au courant de nouvelles allégations d'agression sexuelle contre Anderson. Un témoignage devant le comité judiciaire de la Colorado State House le 25 mai a allégué l'existence d'un prédateur sexuel en série dans le district scolaire, sans nommer spécifiquement Anderson. Peu de temps après, la police et le district scolaire ont indiqué qu'ils avaient été informés que les accusations visaient spécifiquement Anderson.
Après une enquête menée par un organisme extérieur, il est établi que les allégations n'étaient pas fondées, tout en constatant un « un comportement indigne d'un membre du conseil ». L'auteur des allégations a refusé de participer à l'enquête et son porte-parole, Brooks Flemings, a été jugé non crédible. L'enquête a déterminé que Flemings avait « des incohérences dans son récit, qu'elle avait utilisé un humour déplacé et que son rapport avait été publié à l'occasion du Mois de la sensibilisation aux agressions sexuelles ». En fin de compte, aucune victime ne s'est manifestée et personne n'a corroboré le témoignage de Fleming. Le conseil scolaire de Denver a voté à 6 voix contre 1 pour censurer Tay Anderson pour son comportement. Il est le seul à s'opposer à la mesure, et c'est la première fois que le conseil scolaire censurait l'un de ses propres membres. Plus de 1 000 étudiants sont sortis des salles de classe pour protester contre le maintien d'Anderson au conseil.